# Ульянки
Улья́нки — деревня в городском поселении Дмитров Дмитровского района Московской области. Население — 9 чел. (2010). Ранее входила в состав Кузяевского сельского округа.

## Демография
В 1989 году в 20 хозяйствах деревни проживало 12 человек. В 2002 году — 15 жителей, в 2006 году — 6 человек. В 2009 году в 5 хозяйствах деревни имели официальную регистрацию 7 человек. Согласно Всероссийской переписи населения 2010 года в деревне проживало 9 человек.
| 2002 | 2006 | 2010 |
| ---- | ---- | ---- |
| 15   | ↘6   | ↗9   |

## Достопримечательности
К востоку от деревни, недалеко от городища Вышгород на Яхроме, находится капище славян—родноверов из «Круга Бера» (Круг языческой традиции).

### Карты
- [mapo37.narod.ru/map1/io37124.html Топографическая карта O-37-124_ Дмитров]
- [mapo37.narod.ru/map1/io37136.html Топографическая карта O-37-136_ Пушкино]